# Fade to Black
«Fade to Black» (с англ. «Погружение в черноту») — песня метал-группы Metallica, записанная для их второго альбома Ride the Lightning, вышедшего в 1984 году. Была выпущена в виде промосингла. Песня заняла 15-е место в списке песен с лучшими гитарными соло по версии читателей журнала Guitar World. В марте 2023 года группа авторов американского издания Rolling Stone включила песню в список «100 величайших хеви-метал песен всех времён». В этом рейтинге она заняла 35-ю позицию.
Песня достигла 100-й позиции в Swiss Singles Chart в 1984 году.

## Участники записи
- Джеймс Хетфилд — вокал, ритм-гитара, акустическая гитара
- Ларс Ульрих — ударные
- Кирк Хэмметт — соло-гитара
- Клифф Бёртон — бас-гитара

## Создание
В интервью при создании MTV Icon: Metallica в 2003 году Ларс Ульрих вспоминал, что он и Джеймс Хэтфилд были «одержимы смертью» во время создания альбома и песни. Лирика песни рассказывает о душевных терзаниях, мыслях и чувствах человека перед совершением самоубийства, на которое он решается в связи с безысходностью своей жизни.
«Fade To Black», первая «не тяжёлая» песня, выпущенная группой, начинается со вступления, сыгранного на акустической гитаре. Постепенно музыка становится тяжелее, периодически опять возвращаясь к акустическим промежуткам.
«Fade To Black» была написана после того, как почти всё оборудование группы, включая очень редкий усилитель, было украдено в Бостоне, Массачусетс, после концерта в The Channel Club 14 января 1984. Это событие заставило Metallica занять оборудование у коллег по туру и приятелей, группы Anthrax, для завершения тура.
С момента своего релиза «Fade to Black» стала неотъемлемой частью концертных выступлений. Эта была последняя песня, которую Metallica исполнила вместе с басистом Ньюстедом перед его уходом из группы на VH1 Music Awards 30 ноября 2000 года. Это была одна из любимых песен Ньюстеда, написанных группой. Она много значила для него, несмотря на то, что была написана до его присоединения к Metallica. Его прошлая группа, Flotsam and Jetsam, записала песню, названную «Fade to Black» на своём альбоме 1986 года Doomsday for the Deceiver до ухода Ньюстеда в Metallica.
Во время Guns N’ Roses/Metallica Stadium Tour 8 августа 1992 года Хэтфилд случайно попал под залп пиротехники, выстреливавшийся из-под края сцены, когда он играл «Fade to Black». Гитара Хэтфилда защитила его от полной силы потока, однако огонь задел его левую сторону, опалил руку, брови, лицо и волосы. У него были ожоги второй и третьей степени, но он вернулся на сцену спустя 17 дней, хотя его обязанности ритм-гитариста были отданы бывшему гитарному технику и гитаристу Metal Church Джону Маршаллу на 4 недели, пока Хэтфилд не выздоровел полностью.
В песне The Memory Remains альбома Reload произносится название песни Fade to Black.
Песня Fade to Black (в оригинальной записи «Металлики») звучит в трёх тональностях: после гитарного вступления, сыгранного в си миноре, звучит основная тема в ля миноре, затем звучит самая «тяжёлая» часть песни, уже в ми миноре.

## Список композиций
Промосингл для США
| №  | Название        | Длительность |
| -- | --------------- | ------------ |
| 1. | «Fade to Black» | 6:56         |

## Издания
- США — компания Elektra — 12" промопластинка (зелёный винил). 1984 год
- США — компания Elektra — 12" промопластинка (винил). 1985 год.

## Сертификация
| Регион                                                                      | Сертификация  | Продажи   |
| --------------------------------------------------------------------------- | ------------- | --------- |
| Австралия (ARIA)                                                            | Платиновый    | 70 000    |
| Великобритания (BPI)                                                        | Серебряный    | 200 000   |
| США (RIAA)                                                                  | 2× Платиновый | 2 000 000 |
| Данные о продажах + прослушиваниях приведены только на основе сертификации. |               |           |